# Rafa Navarro Rivas
Rafael Navarro Rivas (Córdoba, España, 10 de enero de 1972) es un exfutbolista y entrenador español.
Actualmente es el entrenador del Córdoba C.F juvenil.

## Trayectoria

### Como jugador
Militó como futbolista en el Córdoba C. F. entre 1991 y 1994. Posteriormente, jugó en el Real Jaén C. F., el Real Sporting de Gijón, el Villarreal C. F. y el R. C. Recreativo de Huelva. En la temporada 1998-99 regresó al Córdoba y consiguió un ascenso a Segunda División. Continuó en el equipo hasta la campaña 2002-03, cuando fichó por la A. D. Ceuta. A continuación, jugó en el C. D. Linares, el C. D. Villanueva y el Lucena C. F. Finalizó su carrera deportiva tras un paso por el C. D. Iliturgi de la Primera División Andaluza en la temporada 2006-07.

### Como entrenador
Fue segundo entrenador de Juan Luna Eslava en el Córdoba C. F. durante la campaña 2008-09. En la temporada 2012-13 dirigió al equipo juvenil del Séneca Club de Fútbol y, entre 2013 y 2017 fue el entrenador del Club Atlético Espeleño, con el que logró ascender a Tercera División. En septiembre de 2018 regresó al Córdoba como director de la cantera. En febrero de 2019, tras la destitución de Curro Torres al frente del primer equipo, pasó a ocupar el cargo.

## Clubes

### Como jugador
| Club                       | País   | Año       |
| -------------------------- | ------ | --------- |
| Córdoba C. F.              | España | 1991-1994 |
| Real Jaén C. F.            | España | 1994-1995 |
| Real Sporting de Gijón     | España | 1995-1996 |
| Villarreal C. F.           | España | 1996-1997 |
| R. C. Recreativo de Huelva | España | 1997-1998 |
| Córdoba C. F.              | España | 1998-2003 |
| A. D. Ceuta                | España | 2003-2004 |
| C. D. Linares              | España | 2004-2005 |
| C. D. Villanueva           | España | 2005-2006 |
| Lucena C. F.               | España | 2006      |
| C. D. Iliturgi             | España | 2006-2007 |

### Como entrenador
| Club                   | País   | Año       |
| ---------------------- | ------ | --------- |
| Club Atlético Espeleño | España | 2013-2017 |
| Córdoba C. F.          | España | 2019      |